# Düsternbrooker Gehölz
Das Düsternbrooker Gehölz ist ein etwa 21 Hektar großer Wald im Stadtteil Düsternbrook der schleswig-holsteinischen Landeshauptstadt Kiel.
Er liegt am Westufer der Kieler Förde zwischen Krusenkoppel und Lindenallee und gehört zum Landschaftsschutzgebiet Kieler Fördeumgebung.

## Beschreibung
Das Düsternbrooker Gehölz lag ursprünglich außerhalb der Stadtgrenze beim Dorf Brunswik. Mit der Anlage des Düsternbrooker Weges, einer Kastanienallee, wurde der Kieler Schlossgarten mit dem außerhalb der Stadt gelegenen Wald verbunden und das Düsternbrooker Gehölz entwickelte sich zu einem beliebten Ausflugsziel. Im Gelände befinden sich die kleinen Seen Mondspiegel (Koordinaten: 54° 20′ 35,9″ N, 10° 9′ 2,9″ O) und Dianenspiegel (Koordinaten: 54° 20′ 39,5″ N, 10° 8′ 59,6″ O).

## Landschaftsschutzgebiet
Das Landschaftsschutzgebiet Kieler Fördeumgebung mit den Flächen Krusenkoppel, Düsternbrooker Gehölz, Diederichsenpark und Forstbaumschule umfasst ca. 63 Hektar. Es wurde 1980 unter Schutz gestellt und ist das älteste Landschaftsschutzgebiet der Stadt Kiel. Ein großer Waldanteil mit vielen verschiedenen Laubholzarten und alten Bäumen prägt das Schutzgebiet.

## Geschichte
Seit 1771 gehörte das Gehölz dem Landesherrn, der in einem Teil desselben einen Landschaftsgarten anlegen ließ. 1808 wurde der Marientempel (Koordinaten: 54° 20′ 17,5″ N, 10° 9′ 18″ O), ein Pavillon im Stil eines antiken Tempels, in diesem Park erbaut. Er wurde als Geschenk für Königin Marie von Dänemark anlässlich der Geburt ihrer jüngsten Tochter Wilhelmine von der Stadt Kiel in Auftrag gegeben und vom Architekten Axel Bundsen entworfen. Die Königin soll sich dort gerne aufgehalten haben.
Als Kiel sich im 19. Jahrhundert entlang des Düsternbrooker Weges erweiterte, verhinderte ein Gesuch des Kieler Magistrat an den dänischen König die Abholzung des Waldes. Nachdem Kiel preußisch geworden war, wurde der Park eine öffentliche Anlage und der Pavillon ein Waldwärterhäuschen mit Getränkeausschank. 1933/35 wurde der Pavillon zu einer Gedenkstätte der Gefallenen des Ersten Weltkriegs umgestaltet. Im Zweiten Weltkrieg wurde er bei den Luftangriffen auf Kiel weitgehend zerstört und später abgerissen, so dass heute nur noch Fundamentreste und ein Hinweisschild an ihn erinnern.
Seit 1991 befindet sich im Gehölz das Kunstwerk Angesichts des Waldsterbens von Harald Thoms.